# درة تشناري كريك (دنا)
درة تشناري كريك (بالفارسية: دره چناری کریک) هي قرية تقع في إيران في قسم دنا الريفي. يقدر عدد سكانها بـ 33 نسمة بحسب إحصاء 2016.